# Vlastimil Horváth
Vlastimil Horváth (* 18. října 1977 Vlašim) je český zpěvák, který se 12. června 2005 stal vítězem druhého ročníku soutěže Česko hledá SuperStar.

## Biografie
Zpěvák, jehož jméno je spojeno s vítězstvím ve druhé řadě soutěže Česko hledá Superstar. Muzikální schopnosti však projevoval již od útlého věku a v letech teenagerovských úspěšně koncertoval ve vlastní skupině. Vlasta svým odhodláním a přístupem k hudební tvorbě dosáhl díky své osobnosti respektu v českém showbyznysu.
Za debutové album „Místo zázraků“ dostal platinovou desku a v roce 2005 byl diváky zvolen Objevem roku v anketě Český slavík. Stejně úspěšný byl i v anketě Deska roku Allianz 2005, kde získal cenu za nejprodávanější debutové album. O rok později vydal další CD „Do peří nefoukej“ a nazpíval titulní píseň pro televizní seriál Horákovi „Láska stala se nám osudem“, který se vysílal v České televizi. Se singlem „Adios“ se Vlasta Horváth zúčastnil českého národního kola Eurosong. Nazpíval rovněž píseň k pohádce Zdeňka Trošky „Nejkrásnější hádanka“. K dalším významným počinům patří hostování na turné skupiny Čechomor.
Hlavním a zásadním je pro Vlastu Horvátha jeho kapela, se kterou nyní vystupuje. Tvorba nových písní je důkazem, že Vlasta Horváth je zpěvákem vyzrálým, o čemž svědčí jeho jasná umělecká představa. V roce 2012 vydal nový singl s názvem „Téma lásky“ (hudba Vlasta Horváth, text Viktor Dyk). Rok poté druhý singl „To máme znát“ (hudba Vlasta Horváth, text Eliška Hlavová) a svoji první vánoční píseň „Přihořívá“ (hudba Vlasta Horváth, text Eliška Hlavová).
Dne 1. 8. 2014 vydal své v pořadí třetí CD s názvem „To máme znát“. Po hudební stránce je to výhradně autorské album Vlasty Horvátha, které obsahuje songy laděné do pop-rocku s bluesovým cítěním. Za pozornost stojí i texty, které mají hloubku a cit.
Další jeho aktivitou je účinkování v RockOpeře Praha v rockové opeře „Oidipus Tyranus“, kde alternuje s Kamilem Střihavkou, v rockové opeře „Antigona“ a v metal opeře „7 proti Thébám“. V neposlední řadě stojí za zmínku jeho působení jako pedagoga na Mezinárodní konzervatoři Praha. Vyučuje zde interpretaci na oddělení Rockové opery a Popu.
Dne 1.3. vychází v pořadí již čtvrté – po hudební i textové stránce výhradně autorské CD. CD kromě 10 nových písní obsahuje i bonusovou píseň – Dneska jsem tvůj. O text této písně se postaral český zpěvák, textař, skladatel, multiinstrumentalista, muzikálový herec a producent Viktor Dyk.

## Diskografie

### S kapelou Frenzy
- Frenzy (2003) – klip Stále to cítím

### Sólová alba
- Místo zázraků (24.10.2005) – klip Víra Nevinná
- Do peří nefoukej (1.11.2006) – klipy Adios, Zoufale sám
- To máme znát (31.7.2014) – klipy Téma lásky, To máme znát, Kousek mýho já
- Stále nevěřím (1.3.2019) – klipy Stále nevěřím, Běž dál ke svým snům, Světlo v duši

### Jiné
- Česko hledá SuperStar Top 12 (2005) – píseň Mandy
- SuperVánoce (2005) – píseň Jsou svátky